# サン＝サンフォリアン (サルト県)
サン＝サンフォリアン （Saint-Symphorien）は、フランス、ペイ・ド・ラ・ロワール地域圏、サルト県のコミューン。

## 人口統計
| 1962年 | 1968年 | 1975年 | 1982年 | 1990年 | 1999年 | 2004年 | 2014年 |
| ------ | ------ | ------ | ------ | ------ | ------ | ------ | ------ |
| 616    | 611    | 588    | 479    | 469    | 500    | 532    | 581    |

参照元:1962年から1999年までは複数コミューンに住所登録をする者の重複分を除いたもの。それ以降は当該コミューンの人口統計によるもの。1999年までEHESS/Cassini、2006年以降INSEE。